# Fidor Bank
Fidor Bank AG is een online bank gevestigd in München. De bank houdt zich bezig met klassiek bankieren voor particuliere klanten (business-to-consumer). De zakelijke klanten (business-to-business) worden bediend door Fidor Solutions AG via het Fidorplatform.

## Geschiedenis
Matthias Kröner, de voormalige CEO van Direkt Anlage Bank, richtte in 2003 de Kölsch Kröner & Co. AG op, samen met Martin Kölsch, voormalig bestuurslid voor particuliere klanten bij Bayerische Hypo- und Vereinsbank.
De naam van de bank werd in 2006 gewijzigd in Fidor AG en in 2009 in Fidor Bank AG. De naam Fidor is afgeleid van het Latijnse voltooid deelwoord van het werkwoord fidere en kan worden vertaald als "Ik word vertrouwd". De naam werd gekozen ten tijde van de financiële crisis. De bank wilde het anders gaan doen dan de gevestigde banksector, en een nieuw concept lanceren van een digitale gemeenschapsbank die via sociale media een sterke interactie met haar klanten heeft en hun suggesties opneemt en implementeert.
De financiële toezichthouder (BaFin) verleende in mei 2009 een volledige bankvergunning aan Fidor Bank, in overeenstemming met § 32 van de Bankwet.
In 2016 nam de Franse bankgroep BPCE Fidor Bank over voor ongeveer € 100 miljoen. Met de aankoop van Fidor Bank wilde BPCE zijn digitale transformatie vooruithelpen, en zijn retailbankactiviteiten in Europa uitbreiden. Met het door de verkoop verkregen kapitaal wilde Fidor Bank AG verder groeien, vooral door uitbereidingen buiten Duitsland.
In het najaar van 2018 werd bekend dat de bankgroep BPCE overwoog om deze te verkopen. De onderhandelingen verliepen stroef, en in april 2019 kondigde oprichter Matthias Kröner zijn ontslag aan als CEO. In juli van datzelfde jaar werd hij opgevolgd door Boris Joseph. In december 2020 werd de bank verkocht aan twee bieders: de particuliere en zakelijke klantenactiviteiten gingen naar de Amerikaanse financiële investeerder Ripplewood, de softwaredochter Fidor Solutions naar Sopra Steria.

## Producten en diensten
In maart 2010 begon Fidor met het aanbieden van rekeningen voor particuliere en zakelijke klanten. Het klassieke rekeningaanbod werd middels een zogenaamde "slimme betaalrekening" aangevuld met de mogelijkheid van internetbetalingen, girale betalingen via Apple Pay en andere bankmogelijkheden: naast kasbons, creditcards, leningen op afbetaling en investeringen in vreemde valuta is ook handelen in digitale valuta zoals bitcoin mogelijk. Via de online Fidorgemeenschap kunnen klanten met elkaar en met bankmedewerkers communiceren. In het laatste kwartaal van 2015 lanceerde de bank een betaalkaart met PayPass van MasterCard en een combinatiekaart die MasterCard, Maestro-kaart en PayPass in één kaart combineerde.
Het aanbod voor zakelijke klanten omvat een zakelijke rekening, een prepaid creditcard en financieringsproducten. Accountgebruikers kunnen desgewenst kiezen uit verschillende crowdfinancieringen voor bedrijven of individuele projecten. De HBCI- functionaliteit, die vaak belangrijk is voor zakelijke klanten, wordt niet aangeboden. Fidor werkt met verschillende handelsplatformen voor cryptovaluta, zoals bitcoin.de of kraken.com.
Op 12 mei 2016 kondigde het telefoniebedrijf Telefónica Deutschland Holding een samenwerking met Fidor Bank aan om haar klanten een bankrekening via de mobiele telefoon aan te bieden. Het aanbod genaamd "O2 Banking" kon worden geopend via videochat. De app voor mobiel bankieren werd in juli 2016 beschikbaar voor Android en iOS . Deze app ondersteunde onder andere Apple Pay en bood functionaliteiten aan zoals pushmeldingen voor instant overschrijvingen. O2-klanten ontvingen ook supersnel internet als extraatje voor het gebruiken van de betaalkaart. De bankrekening inclusief betaalkaart was aanvankelijk gratis, maar vanaf 1 november 2019 bracht Fidor Bank een maandelijkse beheervergoeding in rekening. Klanten die meer dan tien transacties per kalendermaand uitvoerden, ontvingen echter een activiteitenbonus ter hoogte van hetzelfde bedrag. Op 30 april 2020 werd aangekondigd dat Telefónica haar samenwerking met Fidor beëindigde en het “O2 Banking”-aanbod voortzette met de Comdirect Bank.
Fidor Bank heeft verschillende nationale en internationale onderscheidingen ontvangen. In 2019 plaatste het zakenmagazien Brand Eins Fidor Bank op de lijst van 542 innovators van het jaar 2019.